# Поттер, Филип
Филип Олфорд Поттер (англ. Philip Alford Potter; 19 августа 1921, Розо, колония Федерация Подветренных островов, Британская империя — 31 марта 2015, Любек, Германия) — религиозный деятель Доминики и международного экуменического движения, генеральный секретарь Всемирного совета церквей (1972—1984).

## Биография
Родился в семье католика и протестантки. С юных лет он активно включился в церковную жизнь, став пастором. В 1947 г. принимал участие во Всемирной конференции христианской молодежи в Осло, выступал на двух первых ассамблей ВСЦ в Амстердаме (1948) и американском Эванстоне (1954).
С 1954 г. — в молодежном отделе ВСЦ в Женеве. С 1960 г. — в Методистском миссионерском обществе с центром в Лондоне в качестве секретаря по Западной Африке и Карибскому региону. Одновременно в 1960—1978 гг. — президент Всемирной федерации студентов-христиан.
В 1967 г. вернулся в Женеву, возглавив комиссию ВСЦ по миссии и евангелизации, а в 1972 г. был избран генеральным секретарем Всемирного совета церквей. Занимал эту должность до 1984 г. На этом посту активно работал над соглашением «Крещение, евхаристия, служение», участвовал в борьбе с апартеидом в ЮАР и другими проявлениями расизма, организовал широкую дискуссию о задачах христианской миссии в постколониальный период и другими проектами.